# Maumee (Ohio)
Maumee es una ciudad ubicada en el condado de Lucas, en el estado estadounidense de Ohio. En el Censo de 2010 tenía una población de 14 286 habitantes y una densidad de 520,27 personas por km².

## Geografía
Maumee se encuentra ubicada en las coordenadas 41°34′16″N 83°39′58″O / 41.57111, -83.66611. Según la Oficina del Censo de los Estados Unidos, Maumee tiene una superficie total de 27.46 km², de la cual 25.6 km² corresponden a tierra firme y (6.75%) 1.85 km² es agua.

## Demografía
Según el censo de 2010, había 14 286 personas residiendo en Maumee. La densidad de población era de 520,27 hab./km². De los 14 286 habitantes, Maumee estaba compuesto por el 94.72% blancos, el 1.78% eran afroamericanos, el 0.16% eran amerindios, el 0.92% eran asiáticos, el 0.72% eran de otras razas y el 1.69% pertenecían a dos o más razas. Del total de la población el 3.37% eran hispanos o latinos de cualquier raza.